# Myrmeleon alternans
Myrmeleon alternans là một loài côn trùng trong họ Myrmeleontidae thuộc bộ Neuroptera. Loài này được Brullé in Webb & Berthelot miêu tả năm 1839.